# Los Tres Paraguayos
I Los Tres Paraguayos, o Trio Los Paraguayos sono stati un gruppo paraguayo di musica folk e leggera, tra i più popolari del Paraguay.

## Storia del gruppo
Il complesso nacque dalla trasformazione di un precedente gruppo, i Los Guaireños, formati da Digno Garcia, Humberto Barua e Luis Alberto del Paranà; con l'ingresso di Agustín Barboza e la defezione, dopo qualche anno, di Barua, il nome venne cambiato in Los Tres Paraguayos (o Trio Los Paraguayos).
Raggiunta rapidamente la popolarità in America Latina, ottennero un contratto discografico con l'etichetta olandese Philips, che provvide a lanciarli in tutta Europa, ottenendo il successo in particolare in Belgio, Paesi Bassi, Francia ed Italia.
Il gruppo, basato su un recupero della musica tradizionale sudamericana, arrangiata con sonorità basate su un particolare strumento, l'arpa paraguaiana, proponeva sia canzoni di propria composizione sia brani popolari come El cóndor pasa, Hasta siempre e Galopera o di altri autori latinoamericani come Malagueña e Maria Dolores.
Nel 1957 venne proposto al gruppo un tour mondiale da effettuarsi con Pérez Prado: Garcia e Barboza erano contrari, e Luis Alberto del Paranà decise di effettuarlo ugualmente con altri musicisti; il complesso quindi si sciolse, e Luis Alberto fondò un nuovo gruppo, i Los Paraguayos, continuando con loro la carriera musicale, mentre Garcia formò il complesso Digno Garcia Y Sus Carios, ottenendo un grande successo nel 1961 con Brigitte Bardot e Moliendo Café.

## Formazione
- Luis Alberto del Paranà – voce, chitarra
- Digno Garcia – arpa paraguaiana, voce
- Agustín Barboza – voce, chitarra

## Discografia parziale

### Album
- 1954 - Bajo el Cielo del Paraguay (Philips, P 10113 R)
- 1955 - Paraguayan Song (Philips, P 10403 R)
- 1955 - Paraguayan Song Nº 2 (Philips, P 10405 R)
- 1956 - The Original Trio Los Paraguayos (Philips)
- 1957 - Trio Los Paraguayos (Philips)

### 45 giri EP
- 1954 - Maria Dolores/Serenata/Malaguena/Pajaro campana (Philips, 421 400 PE)
- 1958 - Galopera/Viva la vida! Viva el amor!/Asi canta mi patria/Cascada (Philips, 421 401 PE)